# آي ثورة: محاربون على الإنترنت من الربيع العربي

آي ثورة: محاربون على الإنترنت من الربيع العربي هو فيلم وثائقي عن ثورات الربيع العربي في البحرين للصحافية أمبر ليون من سي إن إن. بث الفيلم الوثائقي مرة واحدة فقط على قناة سي إن إن الأميركية ولقي استقبال إيجابي. لم يُبَثْ منذ ذلك الحين ولم يبث أبدا على سي إن إن الدولية. يزعم أن البحرين استطاعت التأثير على سي إن إن لمنعه وبعدها اتهمت سي إن إن بالتغطية المنحازة للاحتجاجات البحرينية بشكل عام ومنع الفيلم الوثائقي لليون. نفت سي إن إن تلك الاتهامات.

## الفيلم الوثائقي
أُعِدَّ الفيلم الوثائقي من قبل فريق من أربعة أشخاص وهم مراسلة التحقيق أمبر ليون والمنتجين تارين فيكسل وسكوت برونشتاين والمصور ليون جوبي لصالح سي إن إن. وصلت المجموعة إلى البحرين في مارس عام 2011 لتوثيق أحداث الربيع العربي الجارية هناك. أُلْقِيَ القبض على عدد من وافقوا على المشاركة في مقابلة لصالح الفيلم بينما تعرض البعض الآخر مثل الناشط نبيل رجب للاعتقال والاضطهاد بعد لقائه مع الصحفيين. وتعرض الصحفيون أنفسهم للاحتجاز القسري لعدة ساعات وحذفت بعض اللقطات. تم تحرير اللقطات المتبقية في الفيلم إلى 13 دقيقة. هذا الفيلم تعرض لانتقاد شديد من قبل السلطات في البحرين.
بلغت تكلفة الفيلم الوثائقي البالغ مدته ساعة واحدة حوالي 100 ألف دولار أمريكي وهو أكثر بكثير من متوسط تكلفة مثل هذه الأفلام. حتى 14 سبتمبر 2012 بُثَّ الفيلم الوثائقي مرة واحدة فقط حيث بث في 19 يونيو 2011 في الساعة الثامنة صباحا على قناة سي إن إن الأمريكية.
فاز الفيلم الوثائقي على الميدالية الذهبية عام 2012 في مهرجان نيويورك. أمبر ليون ومنتج الفيلم الوثائقي تارين فيكسل ترشحوا للمرحلة النهائية في فئة الصحفيين الشبان في مهرجان جوائز ليفينغستون.

## إثارة الجدل
لم يُبَثْ الفيلم الوثائقي منذ بثه للمرة الأولى في قناة سي إن إن. كذلك لم يبث على قناة سي إن إن الدولية التي لديها تغطية واسعة في الشرق الأوسط. على الرغم من الاستفسارات المختلفة فلم تقدم القناة أي تفسير لسبب عدم بث الفيلم الوثائقي. التقت أمبر ليون رئيس سي إن إن توني مادوكس وقال أنه أمر في نهاية المطاف بعدم مناقشة هذه المسألة أكثر من ذلك. وفقا لليون فقد قالت أن السلطات البحرينية اشتكت مرات عديدة للقناة حول الفيلم الوثائقي وعلى وجه الخصوص على ليون على الرغم من أن القناة رفضت رسميا تأكيد أو نفي تصريح ليون. زعمت أن القناة تأثرت بحملات العلاقات العامة الممولة من جانب الحكومة البحرينية.
في مارس 2012 سرحت القناة ليون من العمل رسميا كجزء من إعادة تنظيم قسم الأفلام الوثائقية بها. بعدها علقت ليون عن الفيلم الوثائقي على حسابها في تويتر وتم الاتصال بوكيل أعمالها من قبل ممثل عن القناة مهددا بعدم دفع باقي مستحقاتها وحرمانها من فوائد التأمين إذا استمرت في مناقشة الفيلم الوثائقي. رفضت القناة تأكيد أو نفي تهديد ليون.
اتهمت القناة بالتغطية المنحازة للاحتجاجات البحرينية بشكل عام وقمع الفيلم الوثائقي لليون على وجه الخصوص. نفت القناة هذه الاتهامات. انتقد نفي القناة الصحفيين غلين غرينوالد وكوري دوكتورو الذين كانوا في طليعة من جلب هذه المسألة لانتباه الجمهور من خلال تغطيتهما للقضية في سبتمبر 2012.